# Toyota Opa
Toyota Opa — автомобиль, созданный на основе Toyota Vista. Согласно классификации производителя, занимает
промежуточное положение между хетчбэками и минивэнами. Класс автомобиля — универсал. Кузов автомобиля имеет закругленную форму, в нём размещается салон.

## История
По итогам 90-х годов продажи седанов среднего размера, таких как Toyota Carina и Toyota Corona Premio, начали падать, руководство компании Toyota, обеспокоенное происходящим, дало указание своим разработчикам создать «автомобиль среднего класса с новыми характеристиками». Начались научно-конструкторские работы, результатом которых стал Toyota Оpa. Разработкой Ора занималось подразделение, ответственное за легковые переднеприводные автомобили Carina и Corona Premio. Двигатель Opa был схож с тем, что устанавливался на RAV4 второго поколения, который появился практически в то же время. Однако Toyota RAV4 разрабатывался в отделе "RV" (автомобили повышенной проходимости и комфорта для отдыха), что делает эти два автомобиля совершенно разными в концепции. Впервые Toyota Opa была представлена на Токийском автосалоне в октябре 1999 года как прототип  автомобиля и запущен в производство в январе 2000 года. Он стал результатом модификации универсала Toyota Vista Ardeo V50 в 5-дверный хэтчбек. Первоначально модель была доступна с 1,8-литровым двигателем 1ZZ-FE. Позже, в августе 2000 года, покупателям была предложена Ора с 2,0-литровым двигателем 1AZ-FSE и бесступенчатой коробкой передач . В январе 2001 года GPS-навигация  предлагалась в качестве опции.
Производство было прекращено в августе 2005 года.

## Технические характеристики
Первоначально он был доступен с 1,8-литровым двигателем 1ZZ-FE.
- Модель двигателя: 1ZZ-FE;
- Максимальная мощность: 125 л.с. (92 кВт)/6000 об/мин;
- Максимальный крутящий момент: 161 Н*м/4200 об/мин;
- Степень сжатия: 10,0;
- Устройство подачи топлива: Электронно-управляемый впрыск топлива (EFI);
- Емкость топливного бака: 60 литров[2]

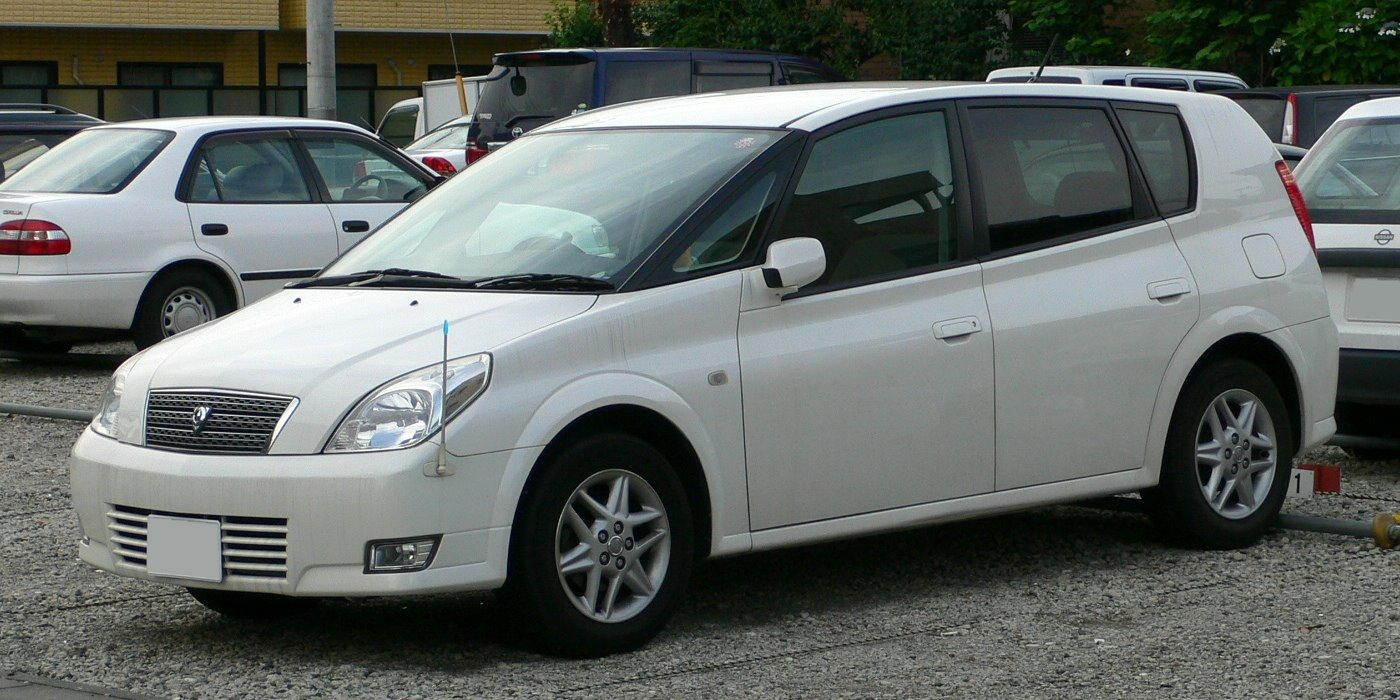
Toyota Opa (2002)

Модификации с 2-литровым рядным двигателем с системой впрыска D4 оснащаются вариатором CVT (Continuously Variable Transmission).
- Модель двигателя: 1AZ-FSE;
- Максимальная мощность: 152 л.с. (112 кВт)/6000 об/мин;
- Максимальный крутящий момент: 200 Н*м/4000 об/мин;
- Степень сжатия: 10,0;
- Устройство подачи топлива: Система прямого впрыска топлива в цилиндр (D-4);
- Емкость топливного бака: 60 литров[4].

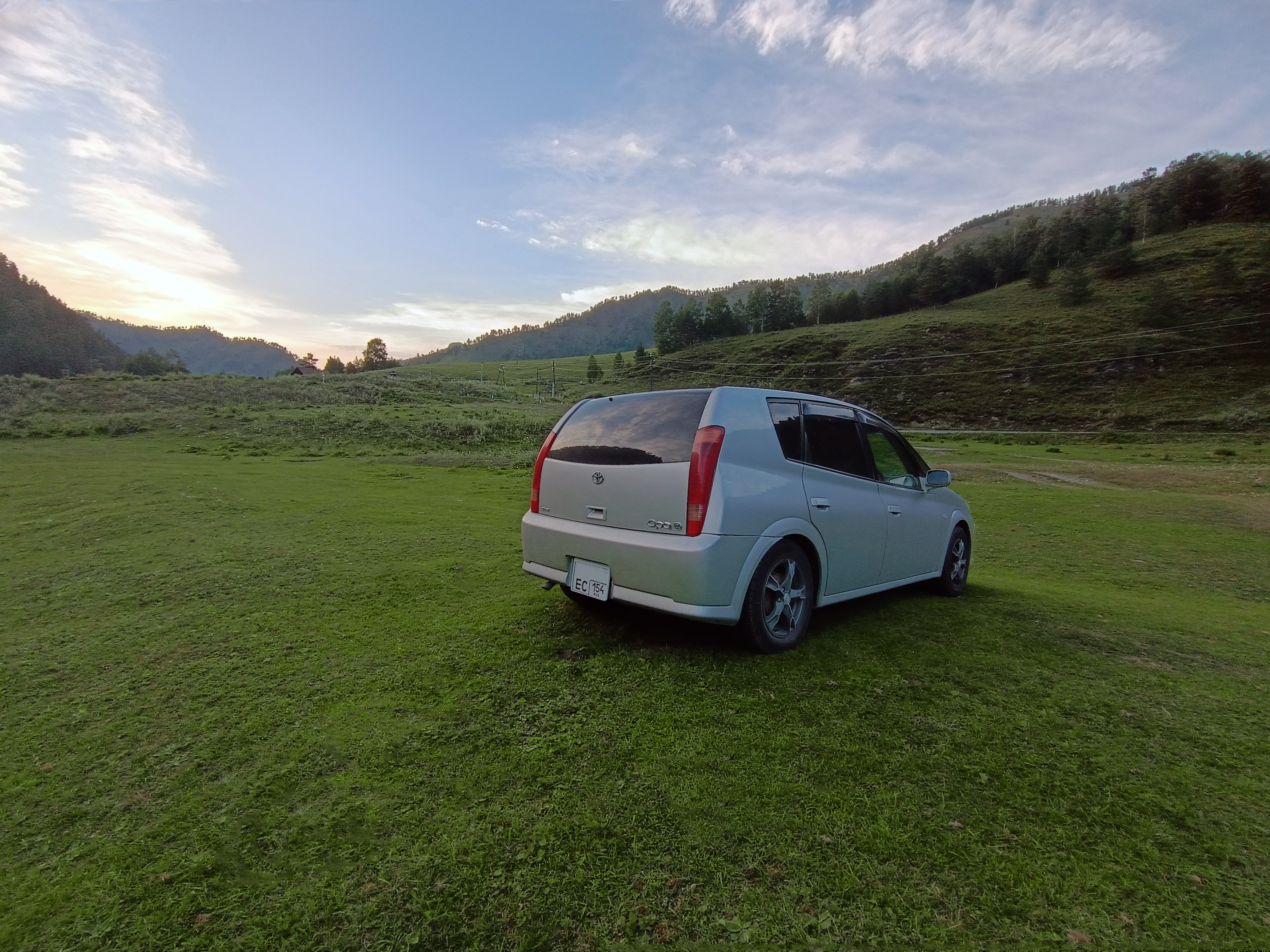
Toyota Opa в комплектации "@"

На прочих модификациях Toyota Opa, оборудованных 1.8-литровыми двигателями, установлена 4-ступенчатая автоматическая коробка передач.
Toyota Opa имеет два варианта привода: передний и полный — с системой V-Flex Fulltime 4WD.
Заводом-изготовителем устанавливались шины размерностью 185/70R14 с дисками 6JJx14 ET45 и 195/65R15 с дисками 6JJx15 ET45.

## Модификации
Всего доступно было 8 модификаций Toyota Opa:
| Название модификации       | Начало выпуска Мощность | Трансмиссия Привод Объем двигателя         |
| -------------------------- | ----------------------- | ------------------------------------------ |
| Toyota Opa "@"             | 2004.04 125 л.с.        | 4AT Постоянный полный привод 1794 куб. см. |
| Toyota Opa "@" (L Package) | 2004.04 132 л.с.        | 4AT Передний привод 1794 куб. см.          |
| Toyota Opa "i" (S Package) | 2004.04 132 л.с.        | 4AT Передний привод 1794 куб. см.          |
| Toyota Opa "@" (L Package) | 2004.04 125 л.с.        | 4AT Постоянный полный привод 1794 куб. см. |
| Toyota Opa "i"             | 2004.04 152 л.с.        | CVT Передний привод 1998 куб. см.          |
| Toyota Opa "i"             | 2004.04 132 л.с.        | 4AT Передний привод 1794 куб. см.          |
| Toyota Opa "i"             | 2004.04 125 л.с.        | 4AT Постоянный полный привод 1794 куб. см. |
| Toyota Opa "i" (S Package) | 2004.04 152 л.с.        | CVT Передний привод 1998 куб. см.          |

## Салон
Расположение задних сидений было подстроено под багажное отделение. Багажные отделения подобного вида, как правило, свойственны минивэнам. В середине располагается приборная панель, на которой отражены скорость и количество оборотов двигателя. Спидометр цифровой. Также на панели располагается датчик перегрева, который отображает температуру в виде синей или красной лампы.
До июля 2002 года передние и задние сиденья имели обивку различного цвета. Рядом с сидениями располагаются подлокотники, на задних сиденьях есть подставка для стаканов. Снаружи автомобиль выглядит весьма низким, однако внутри есть некоторое количество места. При сложении заднего ряда сидений возможно расширить багажный отсек до 2,05 м, что позволяет перевозить грузы. В автомобиле присутствует климат-контроль: отопитель и кондиционер.

## Продажа
Данный автомобиль официально продавался только на внутреннем рынке Японии в магазине Toyopet Store как более крупный аналог универсала Toyota Caldina.
Так же данный автомобиль можно встретить в России и Новой Зеландии, куда попадают подержанные автомобили из Японии.